# Pondokpanjang
Pondokpanjang is een bestuurslaag in het regentschap Lebak van de provincie Banten, Indonesië. Pondokpanjang telt 5067 inwoners (volkstelling 2010).